# Vlado
Vlado je moško osebno ime.

## Izvor imena
Ime Vlado je različica imena moškega osebnega imena Vladimir.

## Pogostost imena
Po podatkih Statističnega urada Republike Slovenije je bilo na dan 31. decembra 2007 v Sloveniji število moških oseb z imenom Vlado: 1.314. Med vsemi moškimi imeni pa je ime Vlado po pogostosti uporabe uvrščeno na 143. mesto.

## Osebni praznik
Osebe z imenom Vlado god|godujejo skupaj z Vladimiri.